# Jürgen Mössmer
Jürgen „Junior“ Mössmer (* 11. Juni 1989 in Reutlingen) ist ein ehemaliger deutscher Fußballspieler. Für den VfR Aalen und den 1. FC Nürnberg kam er in insgesamt 40 Spielen in der 2. Bundesliga zum Einsatz.

## Karriere
Mössmer ist der Sohn eines Deutschen und einer Brasilianerin und kam im baden-württembergischen Reutlingen zur Welt. In der Jugend spielte er von 1994 bis 2007 für den SSV Reutlingen. 2007 wechselte er zur zweiten Mannschaft von Eintracht Frankfurt, die in der Oberliga spielte. 2008 qualifizierte er sich mit ihr für die neue viertklassige Regionalliga Süd.
Zur Saison 2010/11 verpflichtete ihn der Drittligaaufsteiger VfR Aalen. Sein Profidebüt gab Mössmer am ersten Spieltag der neuen Drittliga-Saison am 24. Juli 2010 bei der 0:3-Auswärtsniederlage gegen den Zweitligaabsteiger Hansa Rostock, als er in der 76. Minute für Ralf Kettemann eingewechselt wurde. Danach kam er in der Hinrunde regelmäßig zum Einsatz, bis ihn eine Adduktorenverletzung für den Rest der Saison außer Gefecht setzte. Erst am letzten Spieltag kam er wieder zum Einsatz. In der folgenden Saison 2011/12 wurde Mössmer beim VfR gemeinsam mit Neuzugang Tim Kister Stammspieler in der Innenverteidigung. Er absolvierte 36 der 38 Saisonspiele; am Ende der Saison stieg das Team als Tabellenzweiter in die 2. Bundesliga auf.
Die folgende Zweitligasaison 2012/13 bestritt die Mannschaft größtenteils ohne Mössmer, der die gesamte Vorrunde verletzungsbedingt ausfiel und in der Rückrunde lediglich zu drei kürzeren Einsätzen kam. Dabei wurde er zweimal jeweils in der Nachspielzeit eingewechselt. Bei seinem einzigen Einsatz von Beginn an gegen den FSV Frankfurt erhielt er nach 25 Minuten wegen Foulspiels die Rote Karte. Im restlichen Verlauf der Rückrunde konnte er sich gegen Kister und die im Sommer neuverpflichteten Oliver Barth und Benjamin Hübner nicht durchsetzen. In der anschließenden Saison 2013/14 kam er meist als defensiver Mittelfeldspieler zum Einsatz, bestritt verletzungsbedingt allerdings nur 13 Zweitligapartien. Dabei stand er achtmal in der Startaufstellung. Sein auslaufender Vertrag wurde im Sommer 2014 um zwei weitere Jahre verlängert. In den ersten beiden Spielen der neuen Saison 2014/15 stand Mössmer jeweils in der Startaufstellung der Aalener.
Nach vier Jahren verließ er die Aalener im August 2014 und wechselte zum Ligakonkurrenten 1. FC Nürnberg, der eine vertraglich vereinbarte Ausstiegsklausel nutzte. Dort wurde er auf Anhieb zum Stammspieler und kurze Zeit später interimistisch für fünf Spiele Kapitän der Mannschaft. Erneut verletzungsbedingt kam er nach der Winterpause im Frühjahr 2015 jedoch nur noch fünf Mal zum Einsatz, zuletzt im Mai 2015. Erst im März 2016 gab er sein Comeback für die Franken, als er in der Schlussphase der Partie gegen RB Leipzig eingewechselt wurde. Danach saß er noch bei weiteren vier Spielen auf der Ersatzbank, ohne zum Einsatz zu kommen, ehe er für den Rest der Saison erneut ausfiel.
Nach Ablauf seines Vertrages bei den Nürnbergern beendete Jürgen Mössmer daraufhin im Sommer 2016 seine Karriere als Profifußballspieler.
Im Dezember 2016 schloss er sich in seiner Heimatstadt Reutlingen dem Landesligisten Young Boys Reutlingen an, bei dem er Co-Trainer wurde. 2018 stieg er mit dem Team in die Bezirksliga ab, erreichte aber 2020 den Wiederaufstieg zurück in die Landesliga. Im Sommer 2021 verließ er die Reutlinger und schloss sich als Co-Trainer dem Ligakonkurrenten SV 03 Tübingen an. 2022 wurde er Cheftrainer beim SV 03 Tübingen.

## Erfolge
- Aufstieg in die 2. Bundesliga: 2012 mit dem VfR Aalen